# Lingbo distrikt
Lingbo distrikt är ett distrikt i Ockelbo kommun och Gävleborgs län. Distriktet ligger omkring Lingbo i södra Hälsingland. 

## Tidigare administrativ tillhörighet
Distriktet inrättades 2016 och utgörs av en del av Skogs socken i Ockelbo kommun.
Området motsvarar den omfattning Lingbo församling hade 1999/2000 och fick 1915 efter utbrytning ur Skogs församling.

## Tätorter och småorter
I Lingbo  distrikt finns en tätort och en småort.

### Tätorter
- Lingbo

### Småorter
- Västeräng